# Gavieira
Gavieira is een plaats (freguesia) in de Portugese gemeente Arcos de Valdevez en telt 446 inwoners (2001).

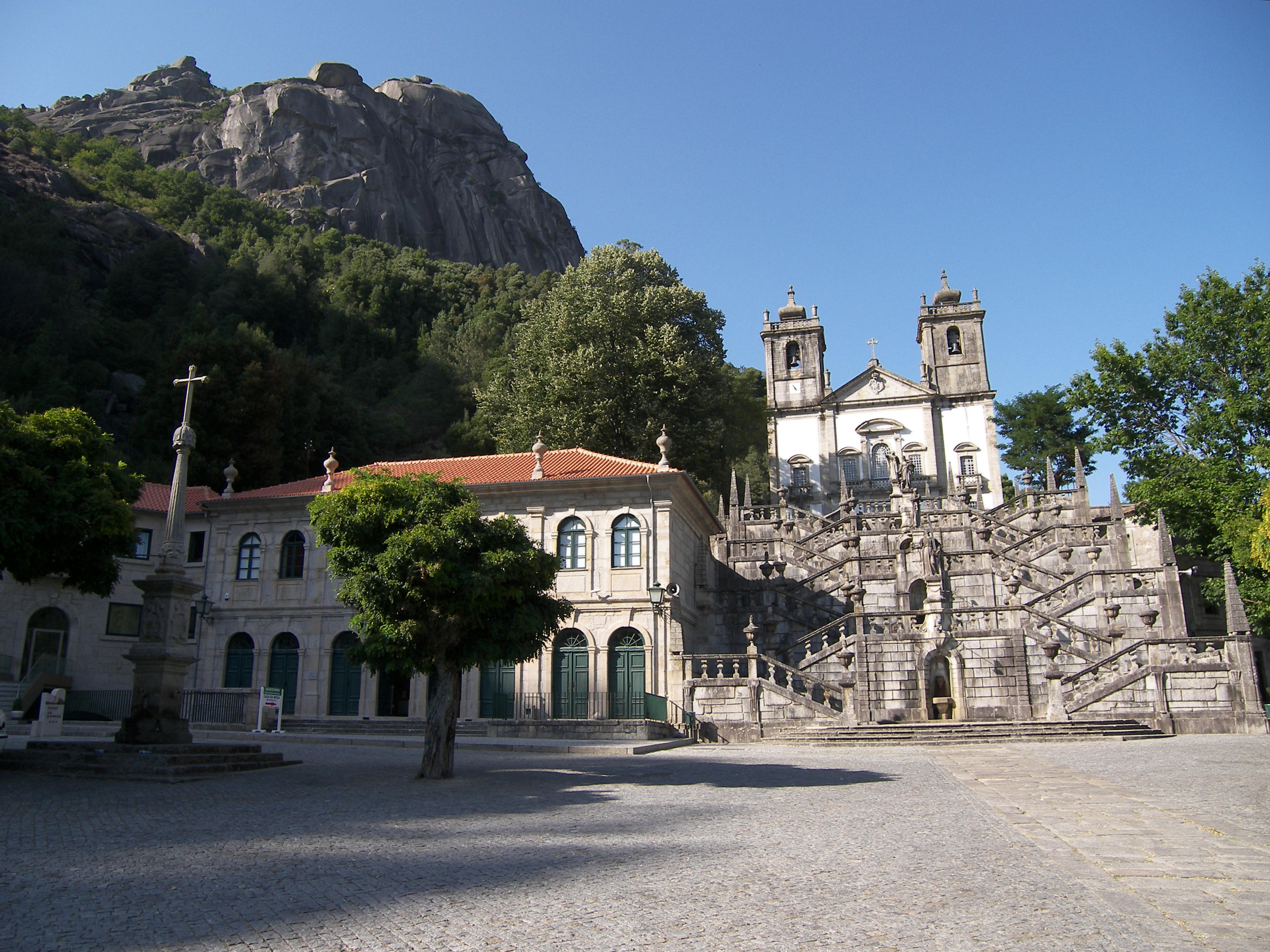
Senhora da Peneda

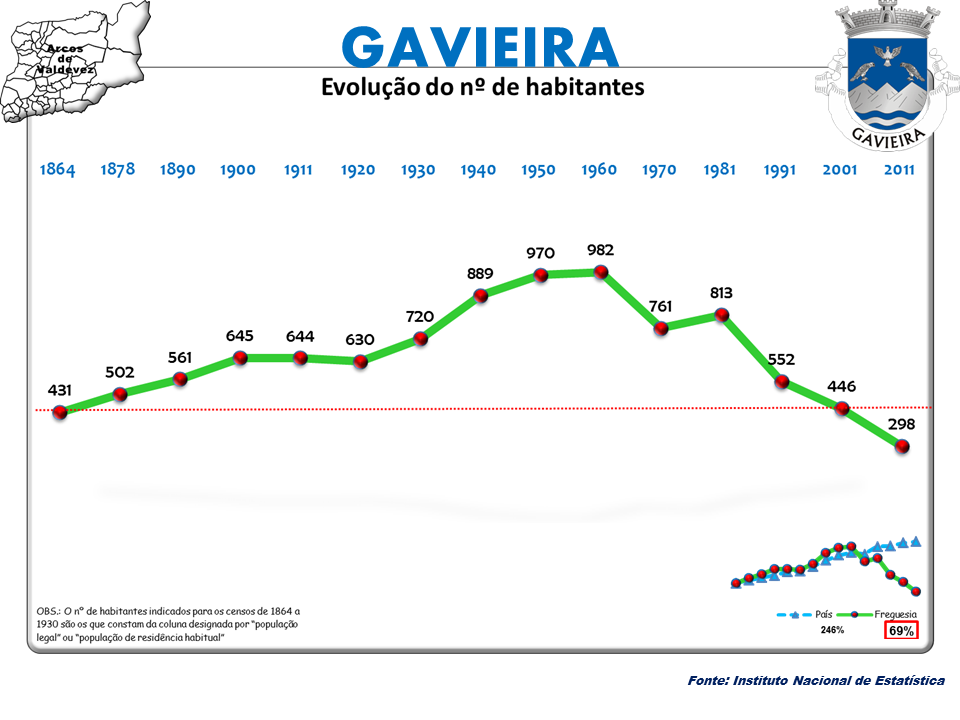
Bevolkingsontwikkeling tussen 1864 en 2011